# Thomas Pöge
Thomas Pöge (Potsdam, RDA, 6 de mayo de 1979) es un deportista alemán que compitió en bobsleigh en la modalidad cuádruple.
Ganó una medalla de bronce en el Campeonato Mundial de Bobsleigh de 2008 y dos medallas en el Campeonato Europeo de Bobsleigh, plata en 2005 y bronce en 2009.

## Palmarés internacional
| Campeonato Mundial | Campeonato Mundial   | Campeonato Mundial | Campeonato Mundial |
| Año                | Lugar                | Medalla            | Prueba             |
| ------------------ | -------------------- | ------------------ | ------------------ |
| 2008               | Altenberg (Alemania) | Medalla de bronce  | Cuádruple          |
| Campeonato Europeo |                      |                    |                    |
| Año                | Lugar                | Medalla            | Prueba             |
| 2005               | Altenberg (Alemania) | Medalla de plata   | Cuádruple          |
| 2009               | Sankt Moritz (Suiza) | Medalla de bronce  | Cuádruple          |